# Saionji Kinmochi
En aquest nom japonès, el cognom és Saionji.
Saionji Kinmochi (西園寺 公望, Kyoto, 7 de desembre de 1849–Okitsu, 24 de novembre de 1940) va ser un aristòcrata, home d'estat japonès, membre dels genrō, el més longeu i únic supervivent d'aquest grup a partir de 1924. D'idees liberals i a favor dels govern constitucionals i de partits, va ser un dels fundadors i president del Rikken Seiyukai i, més tard, va ser Primer Ministre dues vegades, de 1906 a 1908 i de 1911 a 1912, amb una activitat basada en l'intent de reduir el militarisme imperant al Japó a començaments de segle XX.

## Biografia

### Primers anys
Va néixer a Kyoto, membre d'una família de la cort imperial. El seu pare era Tokudaiji Kin'ito, ministre de la Dreta, però va ser adoptat per Saionji Morosue. Va participar activament durant la Guerra Boshin (1868-1869), esdevenint un dels homes de l'oligarquia de la restauració Meiji, que va posar fi al shogunat Tokugawa. El 1871 va marxar a França, on va estar-se deu anys aprenent Dret i francès.

### Activisme
Quan el 1881 va tornar al Japó va fundar l'Escola de Dret Meiji, l'actual Universitat Meiji. A més, interessat en els drets civils, va decidir fundar, juntament amb Nakae Chōmin i Matsuda Takahisa, entre d'altres, el diari Tōyō Jiyū Shinbun (Diari Lliure d'Àsia Oriental), publicació que va popularitzar les idees democràtiques. Tanmateix, el periodisme era una activitat que es considerava un escàndol per a un noble de la cort, per això els seus col·legues van demanar a l'emperador que el forcés a deixar el diari i prestés el seus serveis al Govern, on ben aviat va escalar posicions.

### Activitat política
Al llarg de la seva carrera política se'l va identificar principalment amb Itō Hirobumi, amb el qual va visitar Europa el 1882-1883 per investigar les constitucions de les nacions europees, raó per la qual va residir a Àustria, Alemanya i Bèlgica. Quan va tornar al Japó va ser ocupar diversos càrrecs, entre els quals el de conseller privat, a més de rebre el títol de marquès el 1884. Posteriorment va ser ministre d'Educació (1894-1896 i 1898) i d'Afers Exteriors (1895-1896), durant el segon i tercer govern d'Itō i el segon de Matsukata Masayoshi. El 1900 és president del Consell Privat i fundador i també president del Rikken Seiyūkai (Partit d'Amics del Govern Constitucional) el 1903.

#### Primer Ministre
De 1906 a 1908 va ser Primer Ministre, alternant-se des d'aquell moment en el càrrec amb Katsura Tarō. Més liberal que Katasura, durant el seu govern va permetre la fundació del Partit Socialista, en un moment de tensió social i obrera, i també va visitar Manxúria, on va establir la Companyia Ferroviària del Sud de Manxúria; també va nacionalitzar la resta de companyies de ferrocarrils japoneses. D'altra banda, va negociar acords amb França i Rússia, consolidant la posició del Japó a l'Àsia Oriental.
Va tornar a ser Primer Ministres de 1911 a 1912. Durant aquest mandat va intentar retallar la despesa militar, posar el Govern sota control dels partits, i apostà per no intervenir en la revolució xinesa. La retallada de despeses va provocar, finalment, que hagués de renunciar al seu càrrec el 1912 quan va rebutjar finançar dues divisions extra de l'exèrcit. El 1914 va deixar el seu càrrec de president del partit, però sí va mantenir la seva influència a la política japonesa en qualitat de genrō.

#### Genrō
Va ocupar la seva posició de genrō durant 25 anys, cosa que el convertia en un conseller de confiança i proper a l'emperador. Al final de l'era Taishō i començaments de l'era Shōwa va tenir un paper notable a l'hora de recomanar possibles primers ministres. A més, va donar suport a una política constitucional i al govern de partits, a més de continuar intentant moderar l'augment del militarisme del país, cosa que el va fer impopular entre l'exèrcit i la burocràcia. També va tenir sovint conflictes amb Yamagata Aritomo, si bé des de 1924 la influència de Saionji com a únic supervivent dels genrō va ser dominant. Encara el 1919 va ser enviat a les conferències de pau de la Primera Guerra Mundial com a delegat plenipotenciari. El 1920 va rebre el títol de kōshaku (príncep).
A causa de la seva influència sobre l'emperador i l'intent de moderar la deriva ultranacionalista i militarista els anteriors a la Segona Guerra Mundial, fanàtics d'extrema dreta va intentar assassinar-lo diverses vegades durant els anys 30, una dècada durant la qual, tanmateix, la influència de Saionji va anar disminuint.